# سيمر حناب (المهرة)

تعديل مصدري - تعديل

سيمر حناب هي إحدى قرى عزلة الفيدمي بمديرية الغيظة التابعة لمحافظة المهرة، بلغ تعداد سكانها 24 نسمة حسب تعداد اليمن لعام 2004.